# Картозия, Арнольд Теймуразович
Арно́льд Теймура́зович Карто́зия (8 апреля 1909, Зугдиди — 11 июня 1979, Москва) — советский хозяйственный деятель, руководитель шахтного строительства.

## Биография
Родился 8 апреля 1909 года в городе Зугдиди (ныне Самегрело-Верхняя Сванетия, Грузия). В 1934 году окончил с отличием МИСИ имени В. В. Куйбышева. Работал на строительстве ММК имени И. В. Сталина и первой очереди Московского метрополитена имени Л. М. Кагановича.
В 1937—1942 годах инженер, начальник производственного отдела по строительству шахт в Донбассе и заместитель главного инженера «Главшахтостроя» НКТП СССР и НКУП СССР.
В начале Великой Отечественной войны руководил ликвидацией шахт Донбасса в непосредственной близости от фронта. В 1942—1943 годах заместитель начальника комбината «Кузбассуголь», руководил скоростным строительством угольных шахт.
После освобождения Донбасса — начальник комбината «Донбассшахтострой», а затем «Главшахтовосстановления».
В 1947—1953 годах начальник Главшахтостроя Донецкого и Подмосковного бассейнов, начальник Главцентрошахтостроя Минугля СССР. В 1953—1956 годах начальник комбината «Грузуголь».
В 1957—1963 годах в Госплане СССР, начальник подотдела капитального строительства и заместитель начальника отдела угольной промышленности по капстроительству.
В 1963—1969 годах в Госстрое СССР, первый заместитель начальника Главка и заместитель начальника отдела угольной промышленности.
С 1969 года снова работал в Госплане СССР, заместитель начальника отдела угольной, торфяной и сланцевой промышленности.
Умер в Москве 11 июня 1979 года. Похоронен на Кунцевском кладбище.

## Награды и премии
- Сталинская премия первой степени (1948) — за разработку и внедрение передовых методов откачки затопленных шахт Донбасса и восстановление горного оборудования, значительно ускоривших темпы восстановления Донбасса
- орден Ленина
- орден Трудового Красного Знамени
- медали
- знак «Шахтёрская слава» трёх степеней
- заслуженный строитель РСФСР

## Семья
- сын — Борис Арнольдович Картозия (р. 1940) — горный инженер-шахтостроитель, первый проректор МГИ, доктор технических наук, профессор, академик РАЕН (1993).
- внук — Николай Борисович Картозия (р. 1978) — российский телевизионный деятель и продюсер, генеральный директор телеканалов «Пятница!» и «Суббота».